# Nazionale maschile di hockey su pista del Messico
La nazionale di hockey su pista del Messico è la selezione maschile di hockey su pista che rappresenta il Messico in ambito internazionale.

Attiva dal 1982, opera sotto la giurisdizione della Federazione di pattinaggio del Messico.

Al 31 dicembre 2015 non è presente posto nel ranking  FIRS.

## Risultati

### Campionato del mondo
| Edizione | Sede/i                         | Piazzamento      | G  | V | N | P |      |
| 1936     | Stoccarda                      | Non partecipante | -  | - | - | - | n.d. |
| 1939     | Montreux                       | Non partecipante | -  | - | - | - | n.d. |
| 1947     | Lisbona                        | Non partecipante | -  | - | - | - | n.d. |
| 1948     | Montreux                       | Non partecipante | -  | - | - | - | n.d. |
| 1949     | Lisbona                        | Non partecipante | -  | - | - | - | n.d. |
| 1950     | Milano                         | Non partecipante | -  | - | - | - | n.d. |
| 1951     | Barcellona                     | Non partecipante | -  | - | - | - | n.d. |
| 1952     | Porto                          | Non partecipante | -  | - | - | - | n.d. |
| 1953     | Ginevra                        | Non partecipante | -  | - | - | - | n.d. |
| 1954     | Barcellona                     | Non partecipante | -  | - | - | - | n.d. |
| 1955     | Milano                         | Non partecipante | -  | - | - | - | n.d. |
| 1956     | Porto                          | Non partecipante | -  | - | - | - | n.d. |
| 1958     | Porto                          | Non partecipante | -  | - | - | - | n.d. |
| 1960     | Madrid                         | Non partecipante | -  | - | - | - | n.d. |
| 1962     | Santiago del Cile              | Non partecipante | -  | - | - | - | n.d. |
| 1964     | Barcellona                     | Non partecipante | -  | - | - | - | n.d. |
| 1966     | San Paolo                      | Non partecipante | -  | - | - | - | n.d. |
| 1968     | Porto                          | Non partecipante | -  | - | - | - | n.d. |
| 1970     | San Juan                       | Non partecipante | -  | - | - | - | n.d. |
| 1972     | La Coruña                      | Non partecipante | -  | - | - | - | n.d. |
| 1974     | Lisbona                        | Non partecipante | -  | - | - | - | n.d. |
| 1976     | Oviedo                         | Non partecipante | -  | - | - | - | n.d. |
| 1978     | San Juan                       | Non partecipante | -  | - | - | - | n.d. |
| 1980     | Talcahuano e Santiago del Cile | Non partecipante | -  | - | - | - | n.d. |
| 1982     | Barcelos e Lisbona             | 17º posto        | 14 | 7 | 1 | 6 | Rosa |
| 1984     | Novara                         | Non partecipante | -  | - | - | - | n.d. |
| 1986     | Sertãozinho                    | Non partecipante | -  | - | - | - | n.d. |
| 1988     | La Coruña                      | Non partecipante | -  | - | - | - | n.d. |
| 1989     | San Juan                       | Non partecipante | -  | - | - | - | n.d. |
| 1991     | Braga e Porto                  | Non partecipante | -  | - | - | - | n.d. |
| 1993     | Bassano, Lodi e Sesto S.G.     | Non partecipante | -  | - | - | - | n.d. |
| 1995     | Recife                         | Non partecipante | -  | - | - | - | n.d. |
| 1997     | Wuppertal                      | Non partecipante | -  | - | - | - | n.d. |
| 1999     | Reus                           | Non partecipante | -  | - | - | - | n.d. |
| 2001     | San Juan                       | Non partecipante | -  | - | - | - | n.d. |
| 2003     | Oliveira de Azeméis            | Non partecipante | -  | - | - | - | n.d. |
| 2005     | San Jose                       | Non partecipante | -  | - | - | - | n.d. |
| 2007     | Montreux                       | Non partecipante | -  | - | - | - | n.d. |
| 2009     | Pontevedra e Vigo              | Non partecipante | -  | - | - | - | n.d. |
| 2011     | San Juan                       | Non partecipante | -  | - | - | - | n.d. |
| 2013     | Luanda e Namibe                | Non partecipante | -  | - | - | - | n.d. |
| 2015     | La Roche-sur-Yon               | Non partecipante | -  | - | - | - | n.d. |

### Campionato del mondo B
| Edizione | Sede/i            | Piazzamento      | G  | V | N | P |      |
| 1984     | Parigi            | 8º posto         | 10 | 3 | 1 | 6 | Rosa |
| 1986     | Città del Messico | 7º posto         | 8  | 3 | 0 | 5 | Rosa |
| 1988     | Bogotà            | 5º posto         | 8  | 4 | 0 | 4 | Rosa |
| 1990     | Macao             | 12º posto        | 10 | 1 | 0 | 9 | Rosa |
| 1992     | Andorra la Vella  | 9º posto         | 7  | 5 | 1 | 1 | Rosa |
| 1994     | Santiago del Cile | 8º posto         | 7  | 2 | 0 | 5 | Rosa |
| 1996     | Veracruz          | 15º posto        | 9  | 3 | 2 | 4 | Rosa |
| 1998     | Macao             | 15º posto        | 7  | 2 | 0 | 5 | Rosa |
| 2000     | Chatham           | Non partecipante | -  | - | - | - | n.d. |
| 2002     | Montevideo        | Non partecipante | -  | - | - | - | n.d. |
| 2004     | Macao             | Non partecipante | -  | - | - | - | n.d. |
| 2006     | Montevideo        | 6º posto         | 5  | 2 | 0 | 3 | Rosa |
| 2008     | Vanderbijlpark    | Non partecipante | -  | - | - | - | n.d. |
| 2010     | Dornbirn          | Non partecipante | -  | - | - | - | n.d. |
| 2012     | Canelones         | 8º posto         | 8  | 1 | 0 | 7 | Rosa |
| 2014     | Canelones         | Non partecipante | -  | - | - | - | n.d. |